# Apluda
Apluda es un género de plantas herbáceas perteneciente a la familia de las poáceas. Es originario de África, Asia y Oceanía.

## Especies seleccionadas
- Apluda aristata
- Apluda blatteri
- Apluda ciliata
- Apluda communis
- Apluda cumingii
- Apluda digitata[2]